# Hylka Maria
Hylka Maria Ribeiro (Niterói, Rio de Janeiro, 10 de maio de 1985) é uma atriz e apresentadora brasileira.

## Carreira
Estreou na televisão, ainda criança, em 1996, na telenovela O Campeão, na Band, dirigida por Marcos Schechtman. No ano seguinte deu vida a personagem Bia, na peça Antes de ir ao Baile, de Wladimir Capella. Sua estreia no cinema ocorreu em 2002, no filme 1972, com direção de José Emílio Rondeau. Em 2010 se mudou para o México para estudar artes cênicas. Durante este tempo fez apenas participações especiais durante o período em que esteve no país. Em 2016 voltou a morar no Brasil quando passou nos testes para a telenovela Os Dez Mandamentos, da RecordTV, interpretando a princesa Aviva. Neste ano também apresentou o programa Curtindo o Rio na Sony Brasil. Em 2017 integrou o elenco de A Força do Querer como Alessia, esposa do traficante Sabiá, interpretado por Jonathan Azevedo. Originalmente a personagem seria apenas uma participação de quatro episódios, mas, devido ao sucesso do personagem de Jonathan, acabou se tornando fixa na trama junto com todo o núcleo representado na favela da história. Em 2018 participa do talent show de dança Dancing Brasil. Em 2019 ganha visibilidade ao interpretar a dissimulada antagonista Getúlia em  Jezabel.

## Filmografia

### Televisão
| Ano     | Título                   | Personagem      | Nota                                 |
| ------- | ------------------------ | --------------- | ------------------------------------ |
| 1996    | O Campeão                | Cássia          |                                      |
| 1998–01 | CyberKids                | Apresentadora   |                                      |
| 2001    | Amor e Ódio              | Célia           |                                      |
| 2003    | Mulheres Apaixonadas     | Cleide          | Episódios: "17–19 de fevereiro"      |
| 2004    | Seus Olhos               | Lena            | Episódios: "18–20 de dezembro"       |
| 2005    | Sítio do Picapau Amarelo | Miss Sardine    | Temporada 5                          |
| 2007    | Páginas da Vida          | Odete           | Episódios: "3 de janeiro–2 de março" |
| 2007    | Amigas & Rivais          | Ângela Moraes   |                                      |
| 2009    | Viver a Vida             | Chica           | Episódios: "19–28 de fevereiro"      |
| 2010    | Uma Rosa com Amor        | Luizinha        | Episódio: "27 de março"              |
| 2011    | Insensato Coração        | Michelle        | Episódios: "8–12 de abril"           |
| 2011    | Força-Tarefa             | Jéssica         | Episódio: "O Rio é uma Festa"        |
| 2014    | O Caçador                | Vanessa         | Episódio: "16 de maio"               |
| 2015    | Verdades Secretas        | Beth            | Episódio: "20 de setembro"           |
| 2016    | Os Dez Mandamentos       | Princesa Aviva  |                                      |
| 2016    | Curtindo o Rio           | Apresentadora   |                                      |
| 2017    | A Força do Querer        | Alessia Silvino |                                      |
| 2018    | Dancing Brasil           | Participante    | Temporada 3                          |
| 2019    | Jezabel                  | Getúlia         |                                      |
| 2020    | Bia                      | Alana           | Temporada 2                          |
| 2021    | Gênesis                  | Agar            | Fase: Jornada de Abraão              |
| 2022    | Reis                     | Kayla           | Fase:A Ingratidão                    |

### Cinema
| Ano  | Título       | Personagem      |
| ---- | ------------ | --------------- |
| 2002 | 1972         | Simone          |
| 2003 | Bala Perdida | Érika           |
| 2004 | Anjos do Sol | Fátima          |
| 2011 | O Livro      | Amélia          |
| 2017 | Duas de Mim  | Atriz da Novela |

## Teatro
- 1997 - Antes de ir ao baile - Bia
- 2010 - Pedaços de Mim